# Luisa Righi
Luisa Righi (* 4. Mai 1975 in Brescia, Italien) ist eine in Südtirol lebende Journalistin und Buchautorin. Gemeinsam mit ihrem Ehemann, dem österreichischen Journalisten und Buchautor Stefan Wallisch, hat sie mehrere Wander-, Geschichts- und Kulturführer veröffentlicht.

## Werke
- Spurensuche in Südtirol. Wandern mit Ötzi, Goethe und Luis Trenker. Folio Verlag, Bozen/Wien 2007. ISBN 978-3-85256-361-9.
- Ötzi, die Räter und die Römer. Archäologische Ausflüge in Südtirol. Folio, Bozen/Wien 2009. ISBN 978-3-85256-486-9.
- Grenzgänge in Südtirol. Ausflüge in Geschichte und Landschaft, Folio, Bozen/Wien 2010. ISBN 978-3-85256-537-8.

Mit diesem Buch gewannen die Autoren in der Kategorie Sachbuch den ersten Preis des von der Autonomen Provinz Bozen veranstalteten Literaturwettbewerbs Autori da scoprire. Laut der Südtiroler Bergsteigerlegende Reinhold Messner gibt dieses Buch "einen völlig neuen Blick auf Südtirol: voller Überraschungen und hintergründig informativ" (s. Vorwort des Buches).
- Südtirol verstehen. 43 Antworten zu einem besonderen Land. Folio, Bozen/Wien 2017. ISBN 978-3-85256-722-8.

Alle diese Werke sind auch in italienischer Sprache erschienen.

## Auszeichnungen
- Erster Preis, gemeinsam mit Stefan Wallisch, beim Literaturwettbewerb Autori da scoprire 2009 der Autonomen Provinz Bozen